# Gudmund Fredriksen
Gudmund Fredriksen (11 settembre 1899 – 26 marzo 1976) è stato un calciatore norvegese, di ruolo attaccante.

## Carriera

### Club
Fredriksen giocò con la maglia dello Ørn.

### Nazionale
Conta 3 presenze per la Norvegia. Esordì il 21 settembre 1924, schierato in campo nella sconfitta per 6-1 contro la Svezia.

## Palmarès

### Club

#### Competizioni nazionali
- Coppa di Norvegia: 1

Ørn: 1920, 1927, 1928, 1930